# 普瓦維縣

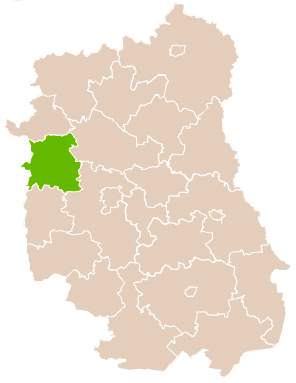

51°25′N 21°58′E / 51.417°N 21.967°E
普瓦維縣（波蘭語：Powiat puławski）是波蘭的縣份，位於該國東部，由盧布林省負責管轄，首府設於普瓦維，面積933平方公里，2006年人口116,829，人口密度每平方公里130人。